# رابرت الیس
رابرت الیس (انگلیسی: Robert Ellis؛ ۲۷ ژوئن ۱۸۹۲ – ۲۹ دسامبر ۱۹۷۴) یک هنرپیشه، کارگردان فیلم و فیلم‌نامه‌نویس اهل ایالات متحده آمریکا بود.
از فیلم‌ها یا برنامه‌های تلویزیونی که وی در آن نقش داشته است می‌توان به جنون آمریکایی، ابوالهول، لوئیزیانا اشاره کرد.